# Marty Wilde
Marty Wilde, geboren als Reginald Leonard Smith (Blackheath, Londen, 15 april 1939) is een Brits zanger, die deel uitmaakte van de eerste generatie sterren die Amerikaanse Rock-'n-roll artiesten nadeden. Veel van zijn hits waren covers van Amerikaanse successen (Endless Sleep was oorspronkelijk uitgevoerd door Jody Reynolds, Donna door Ritchie Valens, A Teenager In Love door Dion and the Belmonts, en Sea Of Love door Phil Phillips).
Hij had in Engeland geen hitparadesucces meer na 1962, maar in Nederland had hij in 1968 zijn eerste en enige hit, Abergavenny. Ook werd hij, samen met liedjesschrijver Ronnie Scott, bekend als songschrijver van Jesamine (1968, een groot succes voor eendagsvlieg The Casuals en van I'm A Tiger (1968) van Lulu. Voor Status Quo's debuutalbum Picturesque Matchstickable Messages from the Status Quo (1968) schreef het duo drie nummers waaronder Ice in the sun. Hij was ook schrijver en producer voor zijn dochter Kim Wilde in de jaren 81-84, zoals voor Kids in America (1981). Zijn zoon Ricky Wilde werd ook een bekende naam in de muziekindustrie: hij is zowel liedjesschrijver, muzikant als platenproducent.
Zoals veel van zijn tijdgenoten treedt hij nog altijd regelmatig op in het nostalgische circuit in Engeland. Leden van zijn band in de beginperiode waren Brian Bennett die in 1961 Tony Meehan als drummer bij The Shadows verving. Zijn bassist in de beginperiode was Brian Locking die Jet Harris verving bij The Shadows in 1962.

## NPO Radio 2 Top 2000
| Nummer met noteringen in de NPO Radio 2 Top 2000 | '99  | '00  |
| ------------------------------------------------ | ---- | ---- |
| Abergavenny                                      | 1790 | 1814 |

1. ↑  Een vetgedrukt getal geeft de hoogste notering aan.
2. ↑  Deze tabel is bijgewerkt tot en met de laatste editie (2024).

- Bibliothèque nationale de France: cb14823392j (data)
- Gemeinsame Normdatei: 134556844
- International Standard Name Identifier: 0000 0003 8324 6729
- Library of Congress Control Number: no98027189
- MusicBrainz: ffbd09fd-30ca-4941-8e83-968c31076891
- Nationale Bibliotheek van Israël: 987007345513105171
- Virtual International Authority File: 267908379
- WorldCat: E39PBJj8PCCHXjYvwkF9h6WYyd